# John Spencer (1524-1586)
John Spencer (1524 – Wormleighton Manor, 8 novembre 1586) è stato un politico e nobile inglese.

## Biografia
Figlio di Sir William e di Susan Knightley, nacque a Wormleighton Manor, la residenza di campagna degli Spencer. I suoi zii Edmund e Richard Knightley, entrambi membri del Parlamento, si unirono alla madre nel tentativo di togliere la sua custodia al Re, ed essa fu affidata solo nel 1539 a sir Giles Alington. Fu probabilmente allevato nel Middle Temple, la gilda dei barrister londinesi, cui appartenevano anche i due zii, finché succedette al padre nel 1532, venendo infine armato cavaliere nel 1553 all'incoronazione della regina cattolica Maria I; insieme a lui furono armati anche i cognati Richard Brydges e John Cotton, i quali a loro volta entreranno a Westminster come cavalieri di contea. Come suo padre fu investito della carica di High Sheriff del Northamptonshire, ricoprendola per ben quattro volte, già dai tempi di re Edoardo VI: 1551-1552, 1558-1559, 1571-1572 e infine dal 1583 al 1584. Fu infine membro del Parlamento come cavaliere della contea del Northamptonshire per due volte, nel 1554 e nel 1558; le due elezioni successive confermano il prestigio di cui ormai la sua famiglia godeva nella contea di Northampton. La sua uscita di scena dai Comuni nel 1558 fu certamente causata dalla sua fedeltà alla religione cattolica anche dopo la fine del regno di Maria e Filippo.

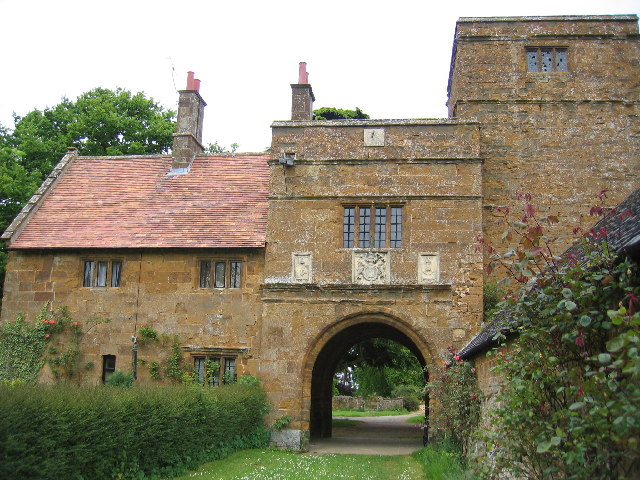
Wormleighton Manor

Nel 1564 il vescovo Scambler descrisse sir John Spencer come un "uomo profondamente religioso" e anche dieci anni più tardi gli agenti di Maria Stuarda lo segnalarono come cattolico, ma nonostante ciò continuò a svolgere un ruolo di primo piano nell'amministrazione della contea; dopo di lui solo i discendenti del suo terzo figlio William continuarono a rimanere cattolici, mentre gli altri aderirono all'anglicanesimo.Nel 1545 aveva sposato lady Katherine Kitson, figlia di sir Thomas Kitson il Vecchio, un ricco mercante londinese, che fu anche sceriffo di Londra; una sorella di Katherine, lady Frances, sposò John Bourchier, V barone FitzWarin, e fu madre di William Bourchier, III conte di Bath, Pari d'Inghilterra. Fu un ottimo custode delle sue sostanze, che si arricchivano di continuo grazie al commercio della lana, e fu così in grado di costituire tenute e feudi per i suoi tre figli cadetti e ricche doti per le sei figlie femmine. Tre di loro sposarono altrettanti rampolli delle più prestigiose casate del Regno, consacrando così l'appartenenza degli Spencer alla grande aristocrazia inglese. Sir John Spencer morì l'8 novembre 1586, nominando come esecutori testamentari i suoi tre figli più giovani e fu sepolto, secondo la sua volontà, accanto alla moglie nella chiesa di Brington, una delle tenute degli Spencer nel Northamptonshire (dove già erano sepolti i genitori e i nonni).

## Matrimonio

Stemma di Sir Thomas Kitson

Nel 1545 aveva sposato lady Katherine Kitson, figlia di sir Thomas Kitson il Vecchio, un ricco mercante londinese, che fu anche sceriffo di Londra; una sorella di Katherine, lady Frances, sposò John Bourchier, V barone FitzWarin, e fu madre di William Bourchier, III conte di Bath, Pari d'Inghilterra. La sorella di Sir Thomas Kitson, Margaret Kitson, sposò invece John Washington, e furono diretti antenati di George Washington. La coppia ebbe cinque figli e sei figlie, tra i quali:
- Sir John Spencer (1549-1600), membro del Parlamento, sposò Mary Catlyn ed ebbe discendenza
- Alice Spencer, che sposò Ferdinando Stanley, V conte di Derby. La loro figlia Anna (1580-1647) era erede presunta al trono inglese alla morte di Elisabetta I secondo quanto disposto dal testamento di Enrico VIII. Come Contessa di Derby, Alice fu una nota protettrice delle arti. Il poeta Edmund Spenser la rappresentò come il personaggio "Amaryllis" nella sua ecloga "Colin Clouts Come Home Againe" (1595) e fu la dedicataria del suo poema Le lacrime delle Muse (1591).
- Sir William Spencer, il terzo figlio, divenne proprietario terriero a Yarnton nell'Oxfordshire. Suo figlio Thomas fu Membro del Parlamento per Woodstock nel 1604-1611, e fu creato baronetto di Yarnton il 29 giugno 1611. La linea si è estinta.
- Sir Richard Spencer, il quarto figlio, il cui figlio John fu proprietario terriero a Offley Place, Great Offley, Hertfordshire, e fu creato baronetto di Offley il 14 marzo 1627. La linea si è estinta.
- Anne Spencer, baronessa Monteagle (1555-1618), si sposò tre volte: con William Stanley, III barone Monteagle, con Henry Compton, I barone Compton e con Robert Sackville, II conte di Dorset. Fu insigne patrona di letterati.
- Elizabeth Spencer, baronessa Hunsdon (1552-1618), moglie di George Carey, II barone Hunsdon, cugino di Elisabetta I d'Inghilterra, fu, come le sorelle, mecenate di artisti e poeti, oltre che lei stessa compositrice di versi.
- Catherine Spencer, che sposò Thomas Leigh e fu madre di Alice Leigh, seconda moglie di Robert Dudley (figlio naturale del più famoso Robert Dudley, I conte di Leicester).